# Тия-Меренисет
Тия-Меренисет (Тия, возлюбленная Исидой) — древнеегипетская Великая царица фараона Сетнахта, мать Рамсеса III (XX династия).
Тия-Меренисет — единственная известная жена Сетнахта. Она запечатлена рядом с супругом на стеле в Абидосе. Жрец Мересиотеф изображён восхваляющим царственную чету, Рамсес III показан совершающим подношения. Также царица изображена на блоках из Абидоса, использовавшихся повторно при другом строительстве.